# Ekvita
Ekvita (anglicky equity) je vedle common law druhý ze základních subsystémů anglického precedenčního soudcovského práva. Ekvita se jako součást anglického práva rozvinula na počátku 14. století praxí Lorda kancléře (Lord Chancellor) v rámci takzvaného Soudu kancléřství (Court of Chancery). Mezi největší výhody, které byly v souvislosti s tímto soudem a systémem ekvity zmiňovány, patří větší pružnost procesu, větší variabilita důkazních prostředků, více druhů nápravy újmy či škody a větší výběr prostředků k prosazení rozsudku či exekuce.
Jurisdikce, které zdědily anglický systém common law, se liší v současném využívání ekvity. Během dvacátého století některé systémy common law začaly klást menší důraz na historický nebo institucionální původ hmotných právních předpisů. V Anglii, Austrálii, na Novém Zélandu a v Kanadě zůstává ekvita odděleným právním řádem.

## Historie
Ekvita se vyvinula na počátku 14. století jako „anglická strana“ (vedle strany latinské) záležitostí, které rozhodoval Soud kancléřství podle spravedlnosti – ekvity. Anglická se jí říkalo proto, že petice žádající o zahájení řízení nemusely být v latině a v celém rozhodování kancléře postupně převládl anglický jazyk. Zpočátku poskytoval Soud kancléřství rychlejší projednání než soudy common law, a byl přístupnější i pro chudé či úřady perzekvované osoby.
Za vlády Jindřicha VIII. stále více kancléřský soud konkuroval nejvyšším soudům common law. Zároveň se v této době ustálil vlastní pojem ekvity pro tu část práva, která je jeho rozhodováním vytvářena. V důsledku toho, že se proces před tímto soudem stal postupně zdlouhavým, nákladným a příliš formálním, dochází v 16. století k některým omezením, například v tom, že si Soud kancléře sám vybírá případy, které bude řešit, a jejich hodnotu stanovil na 10 liber. Pro záležitosti chudých je vytvořen koncem 15. století zvláštní soud zvaný Soud žádostí (Court of Requests) a některé role kancléřského soudu přebírá také Soud Hvězdné komory.
Reformy soudnictví v sedmdesátých letech devatenáctého století provedly procesní fúzi obou subsystémů práva a ukončily jejich institucionální oddělení. Nevedly však k žádné fúzi po věcné stránce těchto subsystémů. Soudní nebo akademická argumentace, která předpokládá opak, byla popsána jako "fúzní faleš" (fusion fallacy).
V druhé polovině dvacátého století došlo k větší diskusi o užitečnosti užívání ekvity jako samostatného právního řádu. Tyto debaty byly označeny jako "fúzní války" (fusion wars). Jeden z hlavních bodů této debaty se soustředil na pojetí bezdůvodného obohacení a na to, zda by oblasti práva, které byly tradičně považovány za ekvitní ‑ spravedlivé (equitable), mohly být racionalizovány jako součást jediného právního řádu, známého jako právo bezdůvodného obohacení (law of unjust enrichment).

## Ekvitní proces
Rozvoj rozhodování podle ekvity souvisel především s nárůstem počtu osob, které nemohly využít ani analogický writ a domoci se spravedlnosti před řádnými soudy. V rámci Soudu kancléřství rozhodoval sám Lord kancléř bez poroty. Rozhodoval tedy jak otázku skutkovou, tak i právní a k zahájení řízení nebyl zapotřebí formální writ, nýbrž tzv. bill – petice s vylíčením sporného případu nebo stížnosti. Řízení mohlo být započato i ústním přednesením stížnosti. Vzhledem k tomu, že kancléř a někteří soudci jeho soudu byli duchovními a často i absolventy kanonického práva na Oxfordské univerzitě, rozhodoval soud i podle kanonického a římského práva, a to především v procesních otázkách.
Od Kancléřské soudu až do roku 1675 nebylo přípustné odvolání (poté o něm rozhodovala Sněmovna lordů), kancléř však mohl i rozhodnutý případ znovu otevřít.